# Меттенгайм
Меттенгайм (нім. Mettenheim) — громада в Німеччині, розташована в землі Баварія. Підпорядковується адміністративному округу Верхня Баварія. Входить до складу району Мюльдорф.
Площа — 27,24 км2. Населення становить 3523 ос. (станом на 31 грудня 2020).